# Franjo Jurjević
Franjo Jurjević (Bjelovar, 22. studenoga 1932. - Zagreb, 24. prosinca 2022.) - hrvatski gimnastičar, olimpijac
Rodio se u Bjelovaru 22. studenoga 1932. godine. Počeo se baviti gimnastikom u rodnom gradu u Gimnastičkom klubu Bjelovar. Po završetku školovanja studirao je na Pravnom fakultetu Sveučilišta u Zagrebu i od tada se bavio gimnastikom u dva zagrebačka kluba. Godine 1952. bio je nominiran za Olimpijske igre u Helsinkiju. Tamo se natjecao u svim gimnastičkim disciplinama, ukupno osam. Njegov najbolji rezultat bilo je 25. mjesto u konkurenciji skakača preko konja za preskok. Dvije godine kasnije, Franjo Jurjević je nastupio na Svjetskom prvenstvu u Rimu gdje je osvojio 94. mjesto u pojedinačnom višeboju i 10. mjesto u ekipnom višeboju. Godine 1958. po drugi je put sudjelovao na Svjetskom prvenstvu u Moskvi, gdje je uspio napredovati do 68. mjesta u pojedinačnom višeboju. S reprezentacijom Jugoslavije bio je šesti u ekipnom višeboju. Osim toga, Franjo Jurjević je sudjelovao na Europskim prvenstvima 1955. i 1957. godine.
Nakon natjecateljske karijere Jurjević je bio dužnosnik Gimnastičkog kluba Novi Zagreb. Bio je aktivan i u Gimnastičkom savezu Hrvatske i Jugoslavije, te u osnivanju Hrvatskog olimpijskog odbora 1991. godine.
Preminuo je u Zagrebu 24. prosinca 2022. u 90. godini života.